# Cornel Predescu
Cornel Predescu (n. 21 decembrie 1987, București, România) este un fotbalist român, care joacă pe post de mijlocaș la CS Balotești. Pe plan internațional, are prezențe la națională pentru România Sub-21. El ocupă postul de mijlocaș dreapta. A mai jucat la echipele Dinamo II București, Unirea Urziceni, CS Otopeni, Astra Ploiești.